# Карандин, Юрий Павлович
Юрий Павлович Карандин (род. 22 марта 1937 года) — советский хоккейный судья, Почетный вице-президент Федерации хоккея России, президент Межкоординационного совета ФХР «Сибирь-Дальний Восток».

## Биография
Родился в Новосибирске.
Играл в хоккей в составе новосибирского «Динамо». В 1957 году играл в футбол за новосибирский «Сибсельмаш».
С 1962 года занимался судейской работой. С 1963 года обслуживал матчи высшей лиги чемпионата СССР.
Судья всесоюзной (1963) и международной (1965) категорий. В список 10 лучших судей чемпионата входил 12 раз (1965—1976), при этом под номером 1 трижды (1970—1972).
В 1963—1988 годах обслужил 876 матчей чемпионата СССР, что является рекордом. Также обслуживал 268 международных матчей, в том числе игры Олимпиады-1972 и Олимпиады-1984, чемпионатов мира 1970, 1971, 1973, 1983, 1985, 1986 и 1987 годов, игры кубка Канады 1984 года.
Ю. П. Карандин был первым советским судьёй, которому НХЛ доверила судить серию игр с участием заокеанских «профи» и советских «любителей» 28 декабря 1975 года в Нью-Йорке в матче открытия клубной серии 1975/76 «Нью-Йорк Рейнджерс» — ЦСКА.
С 1991 года возглавлял Федерацию хоккея Сибири и Дальнего Востока. Член Комиссии по содействию развития детского и юношеского хоккея ФХР. В настоящее время — президент Межкоординационного совета ФХР «Сибирь-Дальний Восток».
Член Правления Федерации хоккея России с 21.08.2015.
За заслуги в развитии физической культуры и спорта и многолетнюю добросовестную работу Карандин Юрий Павлович — руководитель межрегионального отделения «Сибирь-Дальний Восток» Общероссийской общественной организации «Федерация хоккея России» — Указом Президента Российской Федерации № 782 от 8 июня 2012 год был награждён Орденом Почёта.
Избран в Зал Славы отечественного хоккея (2004), Зал Славы ИИХФ (2004).
В год 80-летия Юрия Павловича Карандина в его честь была названа ледовая арена в городе Барнауле Алтайского края. Об этом решении было объявлено владельцем арены на пресс-конференции посвященной 70-летию отечественного хоккея и 80-летию Алтайского края. 4 февраля 2017 года в «Карандин-Арене» открыт хоккейный музей в котором хранятся книги и судейская форма Карандина, в которой он обслуживал матчи Национальной хоккейной лиги.